# Świadkowie Jehowy na Tajwanie
Świadkowie Jehowy na Tajwanie – społeczność wyznaniowa na Tajwanie, należąca do ogólnoświatowej wspólnoty Świadków Jehowy, licząca w 2023 roku 11 460 głosicieli, należących do 177 zborów. Na dorocznej uroczystości Wieczerzy Pańskiej w 2023 roku zgromadziło się 20 436 osób. Działalność miejscowych głosicieli koordynuje Biuro Oddziału w Xinwu.

## Historia

### Początki
W latach 20. XX wieku głosiciel z Japonii wygłosił kilka przemówień biblijnych w Civic Auditorium w Tajpej. Uczestniczył w nich Ochiai Saburō, który przyjął to, co usłyszał, i dzielił się tym ze swoim przyjacielem Ye Guoyanem. Wspólnie wyruszyli w podróż, dzieląc się swoją wiarą na południu Tajwanu. W trakcie dalszej podróży dotarli na wschodnie wybrzeże gdzie kilka osób okazało zainteresowanie. W 1937 roku, Ōe Yorikazu i Kōsaka Kichinai, dwóch misjonarzy wsparło i umocniło tę pierwszą grupę ze wschodniego wybrzeża. Pierwszymi miejscowymi głosicielami na wyspie zostało kilka osób z plemienia Ami.
W latach 1939–1945 nastąpił gwałtowny sprzeciw władz japońskich wobec działalności Świadków Jehowy nieuczestniczących w kulcie cesarza. W roku 1939 przez Tajwan przetoczyła się fala aresztowań Świadków Jehowy, a osoby pozostające na wolności były brutalnie prześladowane. Wśród uwięzionych znaleźli się obaj misjonarze, Kōsaka Kichinai zmarł w więzieniu, a Ōe Yorikazu prawdopodobnie został stracony przez Japończyków. Po II wojnie światowej rozpowszechniano wiadomości, jakoby Świadkowie Jehowy zostali pozostawieni przez władze japońskie opuszczające Tajwan, przez co przez szereg lat odmawiano im prawa do nieskrępowanego organizowania zebrań oraz pełnej wolności religijnej.
W roku 1948 na kongresie ochrzczono około 300 osób z plemienia Ami. W roku 1949 przybyli na Tajwan dwaj misjonarze absolwenci Biblijnej Szkoły Strażnicy – Gilead, a w 1955 kolejni misjonarze, małżeństwo Clarence i Louise Halbrook. Od 1950 roku na Tajwanie usługiwali misjonarze Świadków Jehowy z 13 różnych krajów świata.
Również na zachodnim wybrzeżu rozpoczęto działalność kaznodziejską. W roku 1952 została ochrzczona w Hongkongu Marion Liang, która przyjechała na Tajwan, by podjąć studia na Narodowym Uniwersytecie Tajwańskim. Pod koniec lat 50. ochrzczeni zostali rządowy geolog Wang Cho-Ping i jego żona, Wang Jao-Chin. Osoby te i inne w znacznej mierze przyczyniły się do rozwoju działalności na zachodnim wybrzeżu Tajwanu. W roku 1951 zanotowano liczbę 417 głosicieli w 4 zborach, w 1953 roku było 752 głosicieli w 12 zborach, a w roku 1957 liczba głosicieli przekroczyła 1000 osób należących do 13 zborów.

### Legalizacja i rozwój działalności
Na początku lat 60. rozpoczęto starania o legalizację działalności Świadków Jehowy na Tajwanie. 14 kwietnia 1964 roku Świadkowie Jehowie zostali prawnie zalegalizowani przez rząd, a 8 maja 1964 roku ta korporacja religijna została zarejestrowana przez sąd rejonowy w Tajpej. Dzięki pełnemu uznaniu prawnemu Świadkowie Jehowy nabyli nieruchomość przy 5 Lane 99 Yun Ho Street w Tajpej. W obiekcie tym przez kilka lat funkcjonowało Biuro Oddziału Towarzystwa Strażnica na Tajwanie. By zaspokoić potrzeby rozrastającej się grupy Świadków Jehowy, w 1969 roku oddano do użytku nowe, większe Biuro Oddziału, wybudowane w stylu chińskim. Znajdowała się w nim również Sala Królestwa oraz dom misjonarski.
W roku 1963 w Shoufeng odbył się kongres międzynarodowy pod hasłem „Wiecznotrwała dobra nowina”. Uczestniczyło w nim 1566 osób. W roku 1969 na Tajwanie odbył się również kolejny kongres międzynarodowy pod hasłem „Pokój na ziemi”. W 1973 roku odbył się kongres międzynarodowy pod hasłem „Boskie zwycięstwo” w Tajpej, w roku 1978 – pod hasłem „Zwycięska wiara” oraz pod hasłem „Czysta mowa” w roku 1990. Publikacje biblijne w języku ami zaczęły się ukazywać w drugiej połowie lat 60. XX wieku, a od roku 1968 wydawana jest w tym języku „Strażnica”.
Ze względu na wzrost liczby głosicieli w grudniu 1990 roku zakupiono działkę budowlaną na nową siedzibę biura. W sierpniu 1994 roku oddano do użytku nowe Biuro Oddziału w Xinwu. W jego kompleksie znalazły się oprócz pomieszczeń biurowych pomieszczenia mieszkalne dla pracowników biura, jadalnia oraz niezbędne zaplecze techniczne. W roku 1996 przekroczono liczbę 3000 głosicieli. We wrześniu 1999 roku zorganizowano pomoc humanitarną dla poszkodowanych w wyniku trzęsienia ziemi (kolejne takie akcje pomocy zorganizowano w 2016 i 2018 roku). W sierpniu 1995 roku na kongresie pod hasłem „Rozradowani chwalcy Boga” ogłoszono wydanie w języku chińskim Chrześcijańskich Pism Greckich w Przekładzie Nowego Świata (Nowy Testament).
W 2000 roku rząd Tajwanu uchwalił ustawę umożliwiającą odbywanie alternatywnej służby cywilnej dla osób odmawiających pełnienia służby wojskowej ze względu na sumienie. 10 grudnia 2000 roku prezydent Tajwanu Chen Shui-bian ułaskawił 19 wyznawców, skazanych wcześniej za odmowę pełnienia służby wojskowej. W tym samym roku zanotowano liczbę ponad 4000 głosicieli. W 2005 roku liczba ta przekroczyła 5000. Rok później było ponad 5500 głosicieli, w roku 2007 – 6000, w roku 2010 – 7000, w 2012 roku ponad 8500, w roku 2013 ponad 9000, a w roku 2016 ponad 10 000. W 2020 roku najwyższa liczba głosicieli wyniosła 11 379, a w 2023 roku – 11 460.
W 2015 roku na Tajwanie zebrania zborowe przeprowadzano w 31 językach w 143 zborach zgromadzających się w 65 Salach Królestwa.
W ciągu ostatnich 50 lat wielu studentów Szkoły Gilead pochodziło z Tajwanu. W rejony, gdzie potrzeba więcej głosicieli, przybyło ponad 100 współwyznawców z zagranicy oraz misjonarzy pochodzących z 13 krajów. Kongresy odbywają się w językach ami, angielskim, minnańskim, tagalskim i chińskim (mandaryńskim).
W dniach od 11 do 13 listopada 2016 roku w Kaohsiung odbył się kongres specjalny pod hasłem „Lojalnie trwajmy przy Jehowie!” z udziałem delegatów z Hongkongu, Japonii, Tajlandii, Tajwanu i Stanów Zjednoczonych. Program był przedstawiony w języku angielskim, ami, chińskim (mandaryńskim), japońskim, minnańskim (Tajwan) i tajwańskim migowym. W 2019 roku na uroczystości Wieczerzy Pańskiej zebrały się 20 794 osoby. 5 lipca 2019 roku na kongresie regionalnym pod hasłem „Miłość nigdy nie zawodzi!” odbywającym się w Taoyuan, Kenneth Cook, członek Ciała Kierowniczego ogłosił wydanie Pisma Świętego w Przekładzie Nowego Świata w wydaniu zrewidowanym w języku mandaryńskim (w piśmie tradycyjnym oraz uproszczonym). W pięciu kongresach na Tajwanie wzięło udział 12 610 osób. W 2024 roku delegacja z Tajwanu brała udział w kongresie specjalnym pod hasłem „Głośmy dobrą nowinę!” w Stanach Zjednoczonych.
Miejscowe Biuro Oddziału nagrywa publikacje biblijne audio w języku chińskim (dialekt mandaryński), ami, bunun (południowy), hakka (Tajwan), minnański (Tajwan), tajwańskim migowym oraz nadzoruje tłumaczenie literatury biblijnej na język ami, chiński mandaryński (w piśmie tradycyjnym oraz uproszczonym) i tajwański język migowy.